# Pelang (Mayong)
Pelang is een bestuurslaag in het regentschap Japara van de provincie Midden-Java, Indonesië. Pelang telt 5082 inwoners (volkstelling 2010).